# Флаах
Флаах (нім. Flaach) — громада  в Швейцарії в кантоні Цюрих, округ Андельфінген.

## Географія
Громада розташована на відстані близько 115 км на північний схід від Берна, 24 км на північ від Цюриха.
Флаах має площу 10,2 км², з яких на 8,3% дозволяється будівництво (житлове та будівництво доріг), 50,9% використовуються в сільськогосподарських цілях, 33,7% зайнято лісами, 7,1% не є продуктивними (річки, льодовики або гори).

## Демографія
2019 року в громаді мешкало 1420 осіб (+15,7% порівняно з 2010 роком), іноземців було 15,4%. Густота населення становила 140 осіб/км².
За віковим діапазоном населення розподілялося таким чином: 21,2% — особи молодші 20 років, 61,6% — особи у віці 20—64 років, 17,2% — особи у віці 65 років та старші. Було 592 помешкань (у середньому 2,4 особи в помешканні).
Із загальної кількості 809 працюючих 153 було зайнятих в первинному секторі, 146 — в обробній промисловості, 510 — в галузі послуг.